# Oldenburg in Holstein
 For alternative betydninger, se Oldenborg. (Se også artikler, som begynder med Oldenborg)
Oldenburg in Holstein er en amtsfri by og kommune i det nordlige Tyskland under Kreis Østholsten i delstaten Slesvig-Holsten. Byen ligger ved Østersøen omtrent 50 km i luftlinje nord for Lübeck. Kommunen omkranses af amtet Oldenburg-Land, men er ikke en del af det.
Oldenburgs venskabsby er Bergen auf Rügen i Mecklenburg-Vorpommern.
Barokmaleren Johann Liss fra 1700-tallet blev født i Oldenburg.
I kommunen ligger frilandsmuseet Oldenburger Wallmuseum, der beskæftiger sig med områdets forhistoriske slaviske befolkning.

## Historie
Oldenburg lå tidligere ved en bugt mod Østersøen og var havneby og hovedstad for de slaviske vagriere. Mellem 780 og 840 blev der anlagt en oldenburgsk Vold, en slavisk fæstning, hvoraf kun en enkelt del menes fundet. Fra det vestligste slaviske fyrstesæde Starigard (oversat: "Gamle slot") var stednavnet Aldinborg, der senere blev til Oldenburg. Stedet var omstridt i den tidlige middelalder. Senest 972 (968 eller endda 948) blev det senere Oldenburg Stift oprettet i Starigard, som hørte under ærkebispedømmet Hamborg.
Adam af Bremen nævner Aldinburg første gang i 1076: "Aldinborg civitas magna Sclavorum, qui Waigri dicuntur, sita est iuxta mare, quod Balticum sive Barbarum dicitur, itinere die. .. ab Hammaburg" (oversat: "Aldinburg er en stor by hos de slavere, der kaldes waigrerne. Den ligger ved det hav, som kaldes Balterhavet eller Barbarhavet, en dagsrejse fra Hammaburg"). Sammen med Hedeby var Aldinborg vigtige havne for østersøhandelen. Skibene gik til Samland eller Kiev.
Omkring 1150 opførtes St.-Johannis-Kirche. På dette tidspunkt blev de slaviske stammer undertrykt, og i 1160 (eller 1163) blev bispesædet flyttet til Lübeck. I 1233 fik Oldenburg købstadsrettigheder af grev Adolf IV. Fra 1325 fandtes spedalskhedshospitalet "St.-Jürgen-Hospital".
Om sejladsen i Oldenburg Voldgrav og den direkte adgang til Østersøen er der kun få historiske optegnelser, som endda giver mulighed for fortolkning. Således skriver Helmold af Bosau i kapitel 109 i sin slaverkrønike om tiden 1168 til 1171: "Filius quoque regis ex concubina natus Christoforus nomine cum mille, ut aiunt, loricis venit ad Aldenburg, quae Danice dicitur Brandenhuse, et percusserunt maritima illius." ( "Også en søn af den [dansk] konge, født af en elskerinde [og] kaldt Christopher kom med et tusind, siges det, pansrede krigere til Oldenburg, som danskerne kaldte Brandenhuse, og de ødelagde kysten.")
Sebastian Münster oplyser i sin Cosmographia Universalis fra 1552: "Olim ad mare posita civitas portum habebat tutissimum, nunc mediterranea videtur abiisse, quod mariaestus exaggerans arenas exclusit urbem a portu, ut importuosa esset, indeque & per Sclavorum bella defluxit splendor eius, ut iam diu rusticum nec clausum habeatur oppidulum" ("den engang ved havet beliggende by havde en meget sikker havn, men synes nu at være flyttet til i midten af landet på grund af havets bølger har ført sand og adskilt byen fra havnen, så at den var ikke længere brugelig, som følge heraf og på grund af krige med slaverne svandt deres rigdom ind, så at den nu kun er en landsby og ikke længere har en befæstning").
Johannes Mejers kort over Wagrienra fra 1652 viser Oldenborgs voldgrave som to søer,
som er indbyrdes forbundne og med Østersøen ved et vandløb. Søtransport til Oldenburg var således ikke længere mulig. Kortet indeholder også to byplaner over Oldenburg: byplanen for 1652 fylder det meste af kortet; den indeholder navnet "Alte Schiffhafen" (gamle havn) vest for Oldenburgs bro over voldgraven og "Stegen" øst for det; grøften er kun markeret som en smal strøm; byen er ubefæstet. Men byplanen dateret til 1520 viser, at byen er befæstet og med en større udvidelse. Vest for broen findes det brede vand i "Haskenfleet" med en "bådebro". Mod øst findes en "Oster Schiffbrugke" og "Stegen" er markeret ved bredden af denne meget bredere Oldenburg Voldgrav. Således ville sejlads med søgående skibe fra Oldenburg have været mulig i begge retninger på dette tidspunkt. Kort over Wagrien fra det 18. århundrede svarer stort set til Mejers kort.
Med stor sandsynlighed var Oldenburg indtil begyndelsen af det 17. århundrede en havneby, men det er muligt, at forbindelserne mellem Oldenburg Voldgrav og havet i den mellemliggende tid flere gange blev afbrudt af tilsanding og møjsommeligt måtte genetableres af indbyggerne igen. Måske var Oldenburg efter ødelæggelserne under Trediveårskrigen så økonomisk svækket, at byen ikke længere magtede at genetablere denne forbindelse.
Den 15. august 1773 blev næsten hele byen ødelagt af en stor brand.
Der boede i 1769 1.487 indbyggere, i 1803 1.592 indbyggere, i 1835 2.213 indbyggere, i 1840 2.360 indbyggere, i 1845 2.447 indbyggere, i 1855 2.735 indbyggere og i 1860 2.727 indbyggere.